# Championnat de Macédoine du Nord de football 2023-2024
 (décembre 2023).
Si vous disposez d'ouvrages ou d'articles de référence ou si vous connaissez des sites web de qualité traitant du thème abordé ici, merci de compléter l'article en donnant les références utiles à sa vérifiabilité et en les liant à la section « Notes et références ».
Navigation
Édition précédente Édition suivante
La saison 2023-2024 du championnat de Macédoine du Nord de football est la trente-deuxième édition de la première division macédonienne, qui se tient du 6 août 2023 au 19 mai 2024. Lors de celle-ci, le FC Struga tente de conserver son titre de champion face aux onze meilleurs clubs macédoniens. Les clubs se confrontent à deux reprises aux onze autres.
Deux places qualificatives pour les compétitions européennes seront attribuées par le biais du championnat (1 place au premier tour de qualification de la Ligue des champions 2024-2025, et 1 place au premier tour de qualification de la Ligue Conférence 2024-2025). Une autre place qualificative pour le premier tour de qualification de la Ligue Conférence sera garantie au vainqueur de la Coupe de Macédoine du Nord. Les 2 derniers du championnat sont relégués en deuxième division, et le 10e jouera un barrage pour se maintenir en 1ère division.
Parmi les promus, le FK Voska Sport, champion de deuxième division, son dauphin ayant terminé la saison invaincu, le KF Gostivar ainsi que le FK Vardar Skopje, vainqueur des barrages, cherchent à se maintenir.

## Compétition

### Classement
Les équipes sont classées selon leur nombre de points, lesquels sont répartis comme suit : trois points pour une victoire, un point pour un match nul et zéro point pour une défaite. Pour départager les égalités, les critères suivants sont utilisés :
1. Différence de buts générale
2. Nombre de buts marqués
3. Nombre de points marqués en confrontations directes (*)
4. Différence de buts en confrontations directes (*)
5. Nombre de buts marqués à l'extérieur en confrontations directes (*)
6. Nombre de buts marqués en confrontations directes (*)

Si l'égalité reste parfaite, les équipes occupent le même classement. Pour un départage pour le titre de champion, une qualification à une compétition européenne ou une relégation, seules les critères marqués d'un astérisque sont valables. En cas de nouvelle égalité, un match d'appui est joué.